# Annie van der Heide-Hemsing
Anna Petronella (Annie) van der Heide-Hemsing (Amsterdam, 3 maart 1896 – Arnhem, 1 juli 1968) was een Nederlands beeldhouwer.

## Leven en werk
Annie Hemsing was een dochter van Abraham Hemsing, houthandelaar aan de Prinsengracht, en Adriana Krop, en een jongere zus van de schilder Abraham Hemsing (1893-1960). Ze slaagde in 1921 voor het kandidaatsexamen geneeskunde aan de Universiteit van Amsterdam. Een aantal maanden later trouwde ze met de arts Carel Christiaan van der Heide (1872-1931), geneesheer-directeur van het kinderziekenhuis in Arnhem. Na zijn overlijden was zij bijna dertig jaar administratrice van het ziekenhuis.
Van der Heide-Hemsing kreeg na haar huwelijk les van Gijs Jacobs van den Hof aan de tekenschool van het Genootschap Kunstoefening in Arnhem (ca. 1925-1927). Ze maakte als beeldhouwer onder meer diverse gevelstenen, portretten, penningen en vrije plastieken. Vanaf 1938 maakte ze ontwerpen voor de kunststeenfabriek De Meteor in De Steeg. Ze was lid van de Onafhankelijken en (bestuurs)lid van de Werkgemeenschap Arnhemse Kunstenaars. Als bestuurslid van de Stichting Sonsbeek '49 was ze jarenlang betrokken bij de organisatie van de beeldententoonstellingen in Sonsbeek.
Annie van der Heide-Hemsing overleed op 72-jarige leeftijd en werd begraven op Moscowa.

## Werken (selectie)
- 1929 gevelsteen met portret Jan van der Heide
- 1931 gedenkpenning 'gezonde jeugd baart levensvreugd' voor het 50-jarig bestaan van het kinderziekenhuis in Arnhem
- 1932 gevelstenen voor een baarhuisje
- 1936 portretkop dr. Johannes Diderik Bierens de Haan, Bijzondere Collecties van de Universiteit van Amsterdam
- 1938 gevelsteen met betonstamper voor De Meteor, Schaarweg 4, De Steeg
- 1939 gevelstenen en twee kapitelen voor woonhuis dhr. Van Schuppen in Veenendaal
- gevelsteen voor dagblad Het Vaderland, Parkstraat 25, Den Haag